# Xylota ferratus
Xylota ferratus är en tvåvingeart som först beskrevs av Heikki Hippa 1985. Xylota ferratus ingår i släktet vedblomflugor, och familjen blomflugor.
Artens utbredningsområde är Myanmar. Inga underarter finns listade i Catalogue of Life.